# Pachyprosopis paupercula
Pachyprosopis paupercula är en biart som först beskrevs av Cockerell 1915.  Pachyprosopis paupercula ingår i släktet Pachyprosopis och familjen korttungebin. Inga underarter finns listade i Catalogue of Life.